# اس‌ام یوسی-۱۴
اس‌ام یوسی-۱۴ (به انگلیسی: SM UC-14) یک زیردریایی بود که طول آن ۱۱۱ فوت ۶ اینچ (۳۳٫۹۹ متر) بود. این زیردریایی در سال ۱۹۱۵ ساخته شد.